# Damaris Ubieres
Damaris Ubieres – dominikańska zapaśniczka walcząca w stylu wolnym. Brązowa medalistka mistrzostw panamerykańskich w 2002, a także igrzysk Ameryki Środkowej i Karaibów w 2006. Piąta na igrzyskach panamerykańskich w 2003 roku.